# 흥수역
흥수역(興水驛)은 조선민주주의인민공화국 황해북도 봉산군에 있는 평부선의 철도역이다.